# Кастане (Тарн)
Кастане́ (фр. и окс. Castanet) — коммуна во Франции, находится в регионе Юг — Пиренеи. Департамент — Тарн. Входит в состав кантона Дё-Рив. Округ коммуны — Альби.
Код INSEE коммуны — 81061.

## География

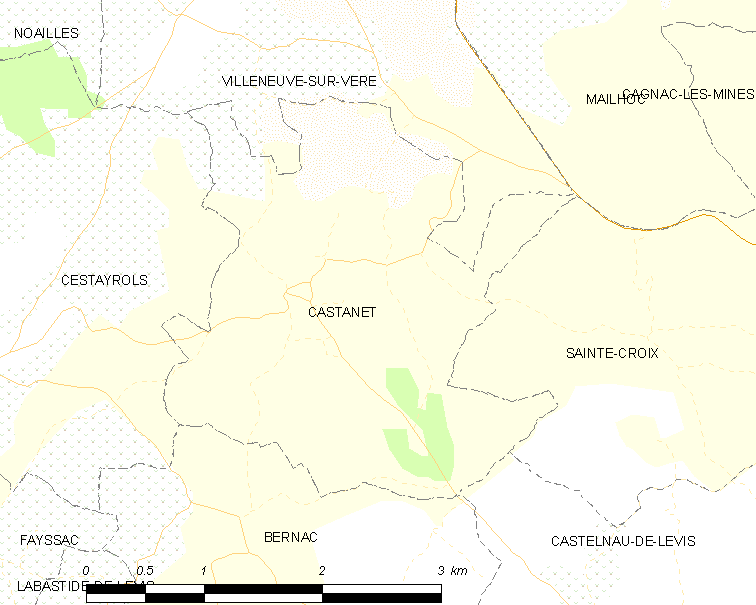
Карта коммуны

Коммуна расположена приблизительно в 550 км к югу от Парижа, в 65 км северо-восточнее Тулузы, в 11 км к северо-западу от Альби.

## Климат
Климат умеренно-океанический. Зима мягкая и дождливая, лето жаркое с частыми грозами. Ветры довольно редки.

## Население
Население коммуны на 2010 год составляло 186 человек.
| 1962 | 1968 | 1975 | 1982 | 1990 | 1999 | 2010 |
| ---- | ---- | ---- | ---- | ---- | ---- | ---- |
| 170  | 171  | 146  | 147  | 193  | 198  | 186  |

## Администрация
| Период | Период | Фамилия      | Партия | Примечания |
| ------ | ------ | ------------ | ------ | ---------- |
| 2001   | 2008   | Ги Дюран     |        |            |
| 2008   | 2020   | Макс Эскаффр |        |            |

## Экономика
В 2007 году среди 117 человек в трудоспособном возрасте (15—64 лет) 88 были экономически активными, 29 — неактивными (показатель активности — 75,2 %, в 1999 году было 70,0 %). Из 88 активных работали 82 человека (46 мужчин и 36 женщин), безработных было 6 (3 мужчин и 3 женщины). Среди 29 неактивных 9 человек были учениками или студентами, 16 — пенсионерами, 4 были неактивными по другим причинам.